# شیفرزتاون (پنسیلوانیا)
شیفرزتاون (به انگلیسی: Schaefferstown) یک منطقهٔ مسکونی در ایالات متحده آمریکا است که در شهرستان لبنان، پنسیلوانیا واقع شده‌است. شیفرزتاون ۷٫۰ کیلومتر مربع مساحت و ۹۸۴ نفر جمعیت دارد.